# Cortals del Mig
Cortals del Mig és un edifici, actualment un restaurant, de Sant Hilari Sacalm (Selva) que figura a l'Inventari del Patrimoni Arquitectònic de Catalunya. Es troba en un trencall a l'esquerra de la carretera que va a Vic.

## Descripció
El restaurant està conformat per un conjunt d'edificis: un a la dreta, que és el més recent i és d'ús privat i amb una edificació annexa just al costat dret, un altre al centre, que compleix la funció de restaurant, i un altre a l'esquerra, que és l'edifici originari.
L'habitatge és una construcció actual (a la qual s'accedeix a través d'un petit caminet asfaltat que està ornamentat a banda i banda per un jardí) que tanmateix ha intentat conservar en alguns aspectes la tipologia de la típica masia catalana, com és per exemple, la construcció en maçoneria. Té un ràfec quàdruple i una teulada a dues vessants amb un fort desnivell, i amb un fumeral de secció quadrangular. A la planta baixa hi ha la porta d'accés, en arc escarser i amb llinda i brancals amb maons col·locats en sardinell. Als dos costats de la porta hi ha diverses finestres de diferents mides, totes elles en arc pla i amb llinda i brancals en sardinell. Al pis superior, les obertures segueixen el pendent de la teulada, les dues finestres centrals, més grans, tenen una barana de forja.
L'edifici annex a l'habitatge també està construït en maçoneria i les seves obertures segueixen la mateixa estructura que les de l'habitatge. A aquest edifici s'accedeix a través d'unes escales ascendents.
L'edifici que s'utilitza com a restaurant, per la seva estructura sembla que antigament podria haver estat una pallissa. Té un ràfec doble i una teulada a doble vessant en teula àrab. L'entrada és en arc pla, però a la part superior, sobre una llinda de fusta, hi ha un arc de mig punt fet amb maons i col·locats en sardinell. La façana també està realitzada en maçoneria.
L'edifici originari (també utilitzat com a restaurant) està actualment arrebossat i pintat de color ocre. La teulada és a diferents nivells i en teula àrab. Es compon de diversos cossos de mides diferents. Totes les obertures són en arc pla i molt senzilles, i només queda la pedra originària de la llinda i brancals de la porta d'entrada.
Al costat de l'edifici originari hi ha un original rellotge de sol.